# Kowróz
Kowróz – wieś w Polsce położona w województwie kujawsko-pomorskim, w powiecie toruńskim, w gminie Łysomice.
W latach 1975–1998 miejscowość administracyjnie należała do województwa toruńskiego. Według Narodowego Spisu Powszechnego (III 2011 r.) liczyła 237 mieszkańców. Jest czternastą co do wielkości miejscowością gminy Łysomice.